# Kendall Gray
Kendall Gray (ur. 5 maja 1992 w Merced) – amerykański koszykarz występujący na pozycji środkowego, obecnie zawodnik Patriots BBC.
W 2015 roku rozegrał trzy spotkania podczas letniej ligi NBA, w barwach Detroit Pistons.
23 sierpnia 2016 został zawodnikiem MKS-u Dąbrowy Górniczej. Został zwolniony 1 grudnia tego samego roku.
W sierpniu 2022 dołączył do Patriots BBC.

## Osiągnięcia
Stan na 11 września 2022, na podstawie, o ile nie zaznaczono inaczej
NCAA
- Zawodnik Roku Konferencji Mid-Eastern Athletic (MEAC – 2015)[6]
- Obrońca Roku MEAC (2015)
- Zaliczony do:
  - I składu MEAC (2015)
  - II składu MEAC (2014)

- Lider[6]:
  - NCAA w liczbie zbiórek defensywnych (250 – 2015)
  - konferencji MEAC w:
    - liczbie:
      - bloków (95) i średniej (2,8 – 2015)
      - zbiórek ofensywnych (111 – 2015)
      - zbiórek defensywnych (250 – 2015)
      - zbiórek (401 – 2015)